# 731
731 је била проста година.

## Догађаји
- Омајадско освајање Галије: Мунуза, маурски гувернер Сердање (источни Пиринеји), побуњеник против власти Омејада. Поражен је и погубљен од стране муслиманских снага под вођством Абдула Рахмана Ал Гафикија у Ургелу (Каталонија). Муслимански гарнизони у Септиманији упадају у градове Мијо и Арл.
- Рагенфрид, бивши градоначелник палате Неустрије, састаје се са војводом Еудесом од Аквитаније, како би прихватио његову власт и независност од Франачког краљевства. У страху од савеза против њега, Карло Мартел протерује Рагенфридовог присталицу Вандона од Фонтенела и затвара бискупа Аимара од Оксера.
- Карло Мартел води два напада преко реке Лоаре у регион Бери. Франци заузимају и пљачкају Бурж (централна Француска), али град је одмах поново заузео Еудес од Аквитаније.
- Битка у Дефилеу: Армија за помоћ Омејада (28.000 људи) је послата у Самарканд (савремени Узбекистан), који је опседнут од стране Тургеша. Муслимани упадају у заседу у близини венца Зарафшан, на превоју Таштакара. Битка је резултирала Пировом победом, са тешким жртвама за војску Омајада, заустављајући муслиманску експанзију у Централној Азији на скоро две деценије.
- Беда Поштовани, англосаксонски монах и историчар, завршава своју Хисторија еклесиастика гентис Англорум у манастиру Светог Петра у Монквирмауту.
- 11. фебруар – Папа Гргур II умире у Риму после 16-годишњег епископства у коме се борио против иконоборства. Наследио га је папа Гргур III, рођен у Сирији, као 90. римски епископ.
- Група мавара под вођством Абдула Рахмана Ал Гафикија упада дубоко у Бургундију и пљачка манастир Лукеуил Абеи, који се налази у Горњој Саони, масакрирајући већину заједнице.
- 1. новембар – Римски сабор: папа Гргур III сазива сабор у храму Светог Петра. Учествују сви западни епископи, укључујући и римско племство. Сабор осуђује иконоборство као јерес.